# 布鲁诺·佩特科维奇
布鲁诺·佩特科维奇（1994年9月16日—），克罗地亚男子足球运动员，场上位置是前锋。他曾代表克罗地亚参加2020年欧洲足球锦标赛，结果队伍止步十六强赛。